# Griesheim-sur-Souffel
 Griesheim-sur-Souffel (en alsacià Griese) és un municipi francès, situat a la regió del Gran Est, al departament del Baix Rin. L'any 1999 tenia 1.154 habitants.
Forma part del cantó de Bouxwiller, del districte de Saverne i de la Comunitat de comunes del Kochersberg.

## Demografia
| 1962 | 1968 | 1975 | 1982  | 1990  | 1999  |
| ---- | ---- | ---- | ----- | ----- | ----- |
| 279  | 285  | 479  | 1.101 | 1.122 | 1.154 |

## Administració
| Període | Identitat        | Partit |
| ------- | ---------------- | ------ |
| 2001    | René Wunenburger |        |